# Chesil Beach - Il segreto di una notte
Chesil Beach - Il segreto di una notte (On Chesil Beach) è un film del 2017 diretto da Dominic Cooke con protagonisti Saoirse Ronan e Billy Howle.
La pellicola è l'adattamento cinematografico del romanzo del 2007 Chesil Beach scritto da Ian McEwan, che è anche sceneggiatore del film.

## Trama
Nell'Inghilterra del 1962, Edward Mayhew e Florence Ponting si incontrano per la prima volta dopo essersi diplomati nelle rispettive università. Edward è un grande appassionato di storia e rock and roll, lei è una violinista classica che suona in un quartetto. Si innamorano rapidamente, si impegnano in un corteggiamento piacevole, si incontrano le rispettive famiglie e alla fine decidono di sposarsi, nonostante le differenze in termini di vissuto e status sociale.
Florence è segretamente in ansia per il matrimonio a causa delle sue paure sul sesso e forse anche per altri motivi, ma non c'è nessuno con cui possa discuterne. Durante la luna di miele a Chesil Beach, le differenze cominciano a farsi sentire: Edward è avvezzo all'uso della violenza e a far rissa, mentre Florence ha avuto un'infanzia infelice con un padre-padrone che forse la molestava. Sono entrambi inesperti sessualmente, e il loro primo approccio al sesso va molto male. Florence fugge lungo la spiaggia, e dopo essere stata affrontata da Edward, conclude che lei lo ama molto e vuole stare con lui per tutta la vita, ma può essere solo un rapporto platonico, senza atti fisici. Edward rifiuta la proposta, così si separano e il loro matrimonio viene annullato.
Tredici anni dopo, nel 1975, Edward, sottomesso e piuttosto cupo, possiede un negozio di dischi. Accidentalmente scopre che Florence è sposata e ha una figlia, e ricorda dolorosamente il suo amore per lei e il loro spiacevole equivoco. Nel 2007, un solitario Edward sente per la radio che il quartetto di Florence, che include suo marito, terrà un concerto di addio dopo 45 anni di successo professionale. Assiste e siede in modo prominente al centro, e quando i loro occhi si incontrano, Edward e Florence versano lacrime di rimpianto.

## Produzione
Le riprese del film sono iniziate il 17 ottobre 2016 a Chesil Beach, nel Dorset, una contea inglese, e sono proseguite tra Londra, Oxford e i Pinewood Studios.

## Promozione
Il primo trailer del film viene diffuso il 22 febbraio 2018.

## Distribuzione
La pellicola è stata presentata al Toronto International Film Festival il 7 settembre 2017, e distribuita nelle sale cinematografiche statunitensi a partire dal 18 maggio 2018, mentre in quelle italiane dal 15 novembre 2018.

## Accoglienza

### Incassi
Il film ha incassato 3,3 milioni di dollari il tutto il mondo.

### Critica
Sull'aggregatore Rotten Tomatoes il film riceve il 68% delle recensioni professionali positive con un voto medio di 6,4 su 10 basato su 170 critiche, mentre su Metacritic ottiene un punteggio di 62 su 100 basato su 33 critiche.